# Tenejapa
Tenejapa es una ciudad ubicada en el estado mexicano de Chiapas, es la cabecera del municipio homónimo, la mayoría de las personas hablan la lengüa tseltal, tienen la cultura viva, como el turismo, los usos y costumbres, el traje típico de los hombres tanto como de  las mujeres.

## Toponimia
Su nombre es de origen náhuatl (Tenejapan), que significa “río de cal”.

## Localización
El municipio se localiza en los límites del Altiplano Central y las Montañas del Norte de la Sierra Madre de Chiapas, siendo el terreno montañoso en su totalidad, sus coordenadas geográficas son 16°49′ N y 92°30′ W.

## Extensión territorial
Su extensión territorial es de 99.4 km², lo que representa el 2.63% de la superficie de la región Altos y el 0.13% de la entidad.

## Límites
Limita al norte con Chenalhó y San Juan Cancuc, al este con San Juan Cancuc y Oxchuc, al sur con Huixtán y San Cristóbal de Las Casas y al oeste con San Juan Chamula y Mitontic.

## Clima
Su clima a lo largo del año es templado húmedo con abundantes lluvias en verano.

## Hidrología
Los ríos principales son el Yoshib, Tzontehuitz, Matzam, Crushpilar, Cañada y Chaná, además se encuentran las lagunas del Coch y de Banabil.

## Geomorfología
La superficie municipal se encuentra formada por un 40% de zonas accidentadas y el resto por zonas semiplanas y planas. Geológicamente está constituido por terrenos de la Era Mesozoica del Período Cretácico Superior e Inferior. Las unidades de suelo predominantes son: rendzina y vertisol. 

## Flora y fauna
La flora la constituyen principalmente: bosques de pino-encino. En lo que a la fauna se refiere ésta presenta diversas clases de especies distinguiéndose: boa , cantil, falsa, iguana de roca, iguana de ribera, correcaminos , chachalaca, olivácea, gavilán coliblanco, mochuelo rayado, urraca copetona, comadreja , murciélago , tlacuache y zorro.

## Historia
Antes de la llegada de los españoles, un grupo de tzeltales se instaló en el actual territorio del municipio. Posteriormente, los aztecas ejercieron su influencia en la región. A partir de la segunda mitad del siglo XVI, los frailes dominicos establecidos en la región se esforzaron por implantar en Tenejapa las bases de la organización colonial. En 1712, los habitantes del municipio participaron activamente en la sublevación de las comunidades tzeltales de Los Altos. En el censo de población levantado el 28 de octubre de 1900, el pueblo de Tenejapa aparece con una población de 5842 habitantes. El 30 de abril de 1975, el Gobernador del estado, Manuel Velasco Suárez, promulga el decreto que le agregó el nombre de Vicente Guerrero al municipio de Tenejapa.

## Economía
Sus actividades principales son la ganadería , la silvicultura y la agricultura; maíz y café. Su principal actividad económica es la agricultura y la mayoría de las personas de este municipio viajan diariamente a la capital del estado para trabajar como obrero (peones, albañiles, carpinteros, dependientes).

## Sociogeografía
En el año 2000, en la comunidad vivían 16,350 personas mayores de 15 años. De estos 10,674 era capaz de leer y escribir, y 5,666 personas eran analfabetas. Por lo tanto, el 65% de la población podían leer y escribir, y el 35% eran analfabetos.
33,161 personas eran de más de 5 años de edad, de estas, 25,243 eran indígenas, esto significa que 76.12% de la población, en ese año era indígena.

## Fiestas y tradiciones

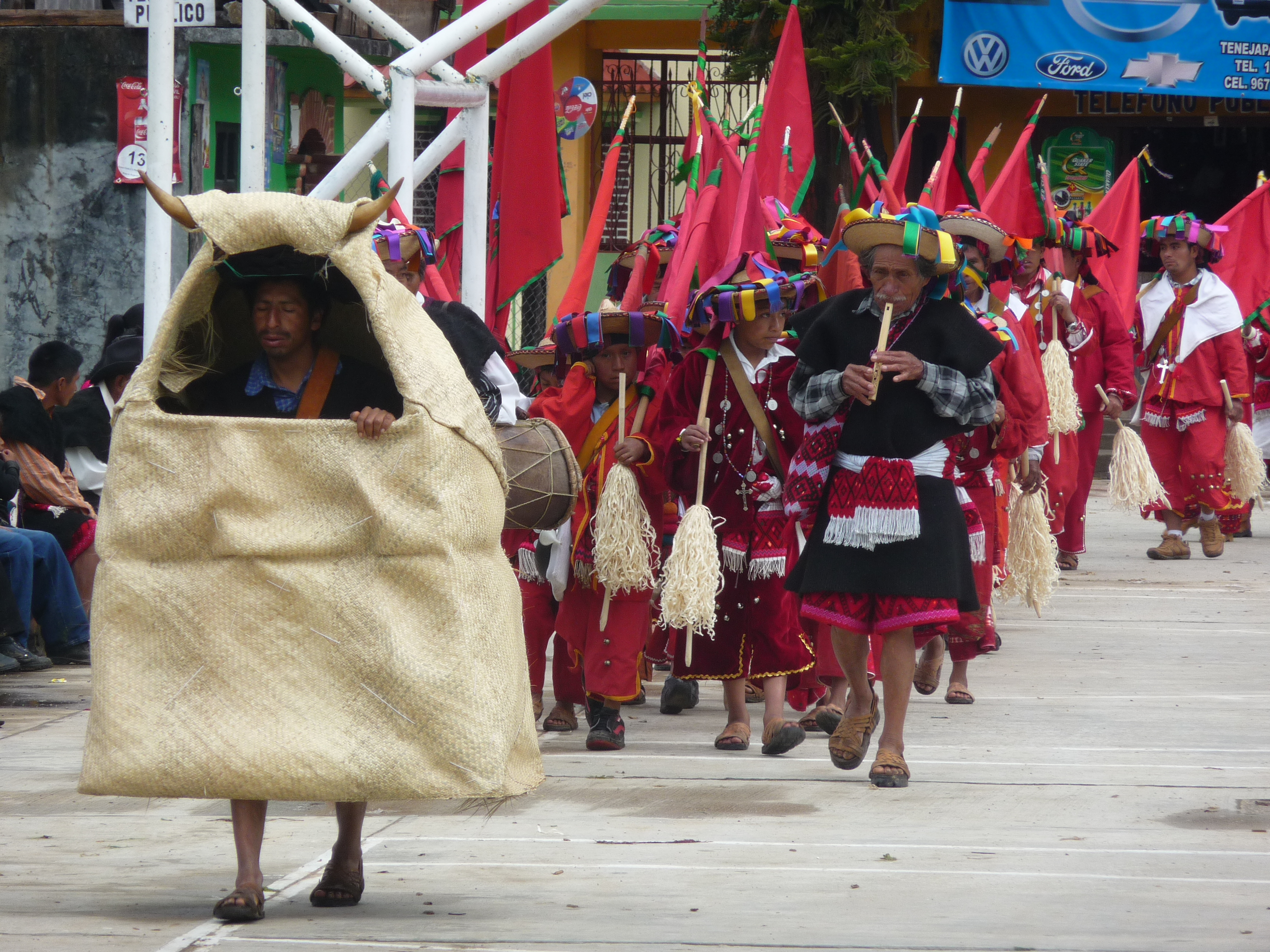
Carnaval de Tenejapa.

Las celebraciones más importantes son: San Ildefonso, Jesús de los Desagravios, Santiago, María Magdalena,  Colochín  y Natividad.
El carnaval de Tenejapa, es considerado uno de los más bellos de Chiapas. Se celebra cada año entre finales de febrero y principios de marzo.

## Turismo
Los principales atractivos turísticos son:  las actividades artesanales de textiles de gran calidad y las lagunas de Ococh y Banabil.